# Narail (zila)
Narail es un distrito o zila en el suroeste de Bangladés en la división de Khulna.

## Upazilas con población en marzo de 2011[2]
- Kalia 220,202
- Lohagara 228,594
- Narail Sadar 272,872

## Historia
El principal barrio de Narail fue llamado así por los zaminders de Narail. Los zaminders establecieron el mercado llamado Rupganj - cuya denominación hace honor a un zamider. También establecieron una oficina de correos durante el Raj británico - llamado Ratanganj - nuevamente designada en honor a otro zaminder. Modernizaron a Narail de acuerdo a los estándares de aquellos días. También promovieron la cultura, los deportes y la educación. El campo de juego más grande fue llamado "Kuriddobe", y fue solventado por ellos. Inrodujeron el fútbol otorgando un escudo a los campeones y una copa a los finalistas, así como medallas a todos los jugadores de comienzos del siglo XX. Algunos de los zaminders se alejaron de Narail y se establecieron en Hatbaria donde se establecieron otro gran edificio (Zamider Bari) o más bien edificios unidos entre sí.

## Geografía
Narail, con una superficie de 990,23 km², limita con el distrito de Magura en el norte, con el distrito de Khulna en el sur, con los distritos de Faridpur y Gopalganj en el este, y con Jessore al oeste. La temperatura anual máxima es de 37.1C, la mínima de 11.2C; y la precipitación anual es de 1467 mm. Los principales ríos son el Madhumati, Nabaganga, Bhairab, Chitra y Kajla.
Comprende tres upazilas: Narail, Kalia, y Lohagara.

## Personalidades famosas
- Noor Mohammad Sheikh
- Comred Omol Sheen
- Sheikh Mohammed Sultan